# بهرام شاپور
بهرام شاپور فرزند وارازدات پادشاه اشکانی ارمنستان بود. بهرام شاپور در سال ۳۹۲ یا ۳۹۴ میلادی با عنوان پادشاه ارمنستان بر بخش شرقی ارمنستان به فرمانروایی رسید. بهرام شاپور را به زبان ارمنی ورام شاپوه (به ارمنی: Վռամշապուհ) می‌خوانند.
در زمان این حاکم ایرانی بود، که مسروب ماشتوتس در سال ۴۰۴ میلادی الفبای ارمنی را ابداع کرد.